# Anna Pak A-gi
Św. Anna Pak A-gi (kor. 박 안나) (ur. 1783 w Kangchon, Korea, zm. 24 maja 1839 w Seulu) – męczennica, święta Kościoła katolickiego.

## Życiorys
Anna Pak A-gi urodziła się w katolickiej rodzinie w małej wiosce na brzegu rzeki Han. Nie była zbyt inteligentna i miała trudności z nauczeniem się doktryny katolickiej i modlitw, ale jej serce było pełne miłości do Boga. Mówiła: „Nie znam Boga tak bardzo jak bym chciała, ale kocham go całym sercem”. W wieku 18 lat została poślubiona Franciszkowi T’ae Mun-haeong, z którym miała dwóch synów i trzy córki. W związku z prześladowaniami katolików została aresztowana razem z mężem i ich najstarszym synem w marcu (lub lutym) 1836 r. Po okrutnych torturach jej mąż i syn wyrzekli się wiary, jednak jej nie udało się złamać. Bardziej niż z powodu własnych tortur cierpiała z powodu ich odstępstwa. Codziennie przychodzili oni do więzienia i namawiali ją do wyrzeczenia się wiary. Mówili jej o sytuacji rodziny bez matki, niepokoju chorej teściowej i łzach młodszych dzieci. Te opowieści przyczyniały jej wiele zgryzoty. Pokonała jednak pokusy i ze łzami w oczach odmówiła rodzinie. Również niektórzy z jej przyjaciół przychodzili do więzienia i starali się skłonić ją do odstępstwa. Po wielokrotnych torturach została ścięta w Seulu w miejscu straceń za Małą Zachodnią Bramą 24 maja 1839 r. razem z 8 innymi katolikami (Magdaleną Kim Ŏb-i, Agatą Yi So-sa, Agatą Kim A-gi, Augustynem Yi Kwang-hŏn, Barbarą Han A-gi, Łucją Pak Hŭi-sun, Damianem Nam Myŏng-hyŏg i Piotrem Kwŏn Tŭg-in).

## Dzień obchodów
20 września (w grupie 103 męczenników koreańskich).

## Proces beatyfikacyjny i kanonizacyjny
Beatyfikowana 5 lipca 1925 r. przez Piusa XI, kanonizowana 6 maja 1984 r. przez Jana Pawła II w grupie 103 męczenników koreańskich.